# افتح الولايات
افتح الولايات (بالإنجليزية: Open the States)‏ هو موقع ويب مرتبط بمشروع اتفاقية الولايات, و المعروف أيضا باسم Convention of States Action، هو تحالف مؤقت من الأفراد الذين يريدون من الحكومة إنهاء بعض أو كل القيود المفروضة على النشاط الاقتصادي و الحياة العامة و التي تم فرضها استجابة لجائحة كورونا كوفيد-19 في الولايات المتحدة الأمريكية. المنظمة الأم لاتفاقية عمل الولايات هي منظمة مواطنون من أجل الحكم الذاتي. وفقًا لصحيفة بوليتيكو، تُعد جهود مؤتمر الولايات من بين العديد من المجموعات المحافظة الوطنية، مثل فريدوم ووركس، التي ساعدت في تنظيم احتجاجات مناهضة للإغلاق في جميع أنحاء البلاد .
كما أشار مركز الإعلام والديمقراطية إن منظمة مواطنون من أجل الحكم الذاتي تعمل باسم مؤسسة مؤتمر الولايات (COSF). بالإضافة إلى ذلك ذكرت صحيفة بوسطن توداي (BU Today) التابعة لجامعة بوسطن أن مؤتمر الولايات أنشأ منظمة دمية جورب تسمى Open the States لإخفاء دورها في الحملة.